# Сайо (град, Орегон)
Сайо (на английски: Scio) е град в окръг Лин, щата Орегон, САЩ. Сайо е с население от 695 жители (2000) и обща площ от 0,8 km². Намира се на 96,6 m надморска височина. ЗИП кодът му е 97374, а телефонният му код е 503.